# 联合国安全理事会第94号决议
《聯合國安理會94號決議》是1951年5月29日在聯合國安全理事會第548次會議通過的。鑒於國際法院法官菲拉德爾福·阿澤維多於1951年5月7日不幸逝世，這項決議決定將填補空缺的選舉定於聯合國大會第六次大會中舉行。由於這次大會上還有填補五個法官在1952年2月5日屆滿後空缺的定期選舉，因此安理會還決定這次選舉需要在定期選舉前進行。
該決議獲得一致通過。

## 外部鏈結
- 94號決議全文